# Madisen Beaty

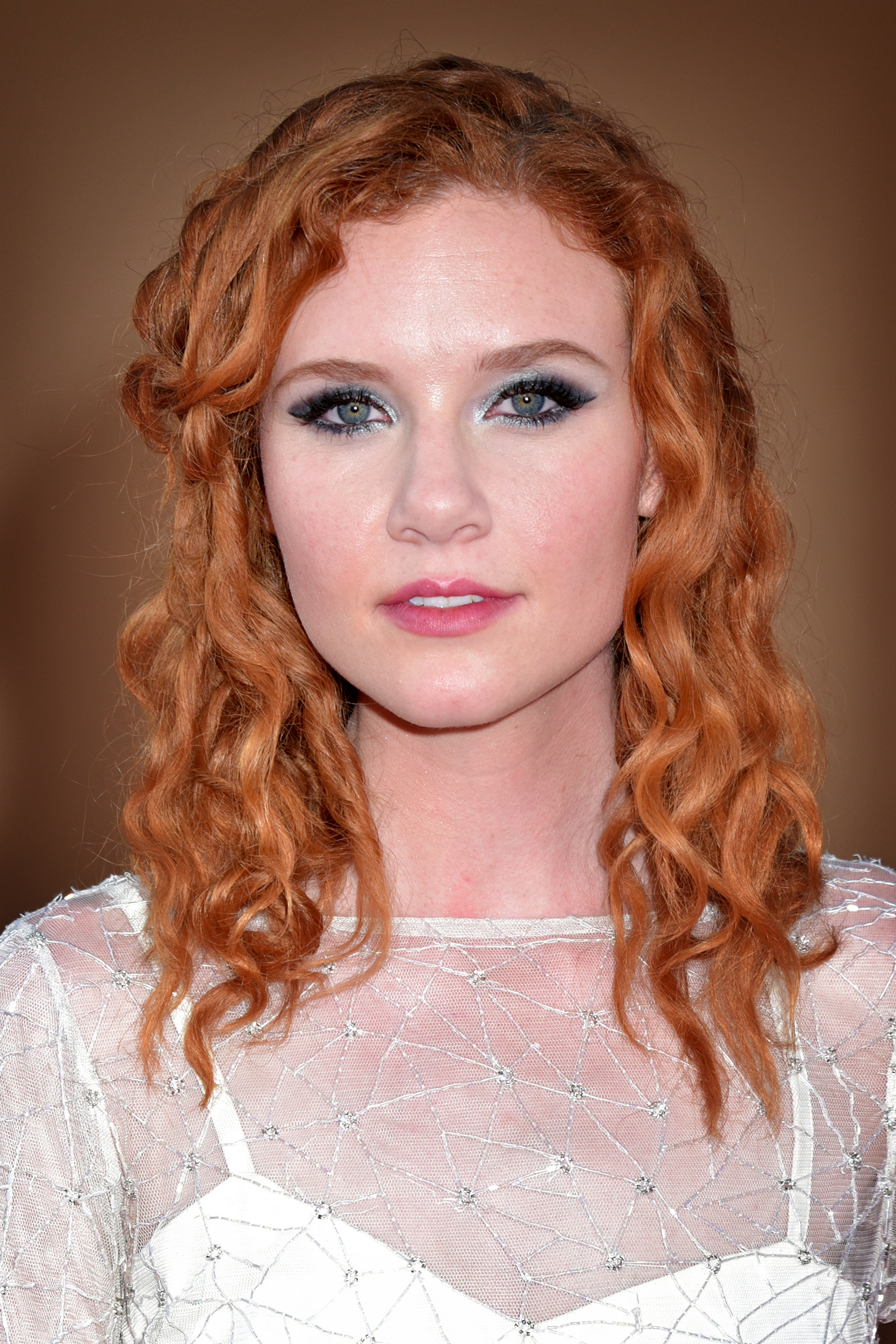
Madisen Beaty (2019)

Madisen Beaty (* 28. Februar 1995 in Centennial, Colorado) ist eine US-amerikanische Schauspielerin, die durch ihre Rolle als Talya Banks aus der Serie The Fosters Bekanntheit erlangte.

## Leben und Karriere
Madisen Beaty wurde in der Stadt Centennial, im US-Bundesstaat Colorado, als jüngere von zwei Töchtern geboren. Sie wuchs später in New Bern, North Carolina auf.
Nachdem sie acht Jahre lang Teil der Fox Dance Troup in Wilmington war, gab sie 2008 nach Auftritten in einigen Kurzfilmen in der Rolle der zehnjährigen Daisy Fuller, erwachsen dargestellt von Cate Blanchett in Der seltsame Fall des Benjamin Button, ihr Schauspieldebüt in einem Spielfilm. In der Folge war sie in Fernsehfilmen und Gastrollen im US-Fernsehen, darunter iCarly und Navy CIS. 2012 war sie als Doris Solstad im Film The Master, neben Schauspielgrößen wie Joaquin Phoenix, Philip Seymour Hoffman und Amy Adams, zu sehen. Zuvor spielte sie 2011 als Sam eine Nebenrolle in Miss Behave. Nach ihrem Auftritt in The Master übernahm Beaty auch in Filmen wie Jamie Marks Is Dead, Outlaws and Angels und Other People Nebenrollen, bevor sie 2016 für die Rolle der Patricia Krenwinkel, einer Mörderin und Anhängerin der Manson Family, in der Serie Aquarius besetzt wurde. 
Von 2013 bis 2018 war Beaty wiederkehrend in der Serie The Fosters zu sehen. Im Frühjahr 2019 übernahm sie in Quentin Tarantinos Once Upon a Time in Hollywood, wie bereits in Aquarius, die Rolle der Patricia Krenwinkel.

## Filmografie (Auswahl)
- 2006: Uncloseted Skeletons (Kurzfilm)
- 2008: Der seltsame Fall des Benjamin Button (The Curious Case of Benjamin Button)
- 2010: The Pregnancy Pact (Fernsehfilm)
- 2010: iCarly (Fernsehserie, Episode 3x10)
- 2010: My Superhero Family (Fernsehserie, Episode 1x03)
- 2010: Navy CIS (NCIS, Fernsehserie, Episode 8x05)
- 2011: Miss Behave (Fernsehserie, 6 Episoden)
- 2012: The Master
- 2013: RockBarnes: The Emperor in You
- 2013–2018: The Fosters (Fernsehserie, 15 Episoden)
- 2014: Jamie Marks Is Dead
- 2015: Share (Kurzfilm)
- 2016: Other People
- 2016: Outlaws and Angels
- 2016: Aquarius (Fernsehserie, 10 Episoden)
- 2016: In the Radiant City
- 2018: The Clovehitch Killer
- 2018: Here and Now (Fernsehserie, 2 Episoden)
- 2018–2019: The Magicians (Fernsehserie, 2 Episoden)
- 2019: To the Stars
- 2019: Once Upon a Time in Hollywood
- 2021: Seance
- 2023: Strange Darling